# Forteresse de Korela
La forteresse de Käkisalmi (finnois : Käkisalmen linna) ou Forteresse de Korela (russe : Крепость Корела, Krepost Korela) est une forteresse située à Priozersk en Russie,.

## Âge du fer
Les Caréliens ont construit la première forteresse en bois sur le site.
Les objets les plus anciens trouvés sur le site sont des boucles en bronze typiques de la mode vestimentaire de l'âge du fer dans l'ouest de la Finlande, datées des VIe et VIIe siècles.
La datation par le carbone 14 de grains d'orge trouvés lors de fouilles archéologiques date l'activité humaine de l'île au XIIe siècle. 
De nombreux artefacts trouvés dans la zone indiquent aussi qu'elle a été utilisée par les Caréliens pendant la période des croisades baltes.
La Vuoksi a servi de route aux Caréliens à la fois du lac Saimaa au lac Ladoga et entre le Ladoga et la baie de Vyborg. 
Les Caréliens ont fortifié la section fluviale entre le Ladoga et Viipuri avec trois fortifications.
Les forteresses de Viipuri et de Käkisalmi ont sécurisé les extrémités de la voie navigable, et le Tiurinlinna protégeait le seul endroit de la rivière où les bateaux devaient être portés pour passer les rapides. 
Ce système de fortification était capable de contrôler les transports sur la Vuoksi et se protéger des menaces venant de différentes directions.

## Moyen Âge
Le château que l'on voit aujourd'hui date de l'époque médiévale.
Il a été mentionné pour la première fois en 1143 dans une Chronique de Veliky Novgorod  à Korela, et des fouilles archéologiques ont révélé une couche appartenant au XIIe siècle.
L'époque carélienne du château s'est terminée avec l'invasion suédoise en 1294 dans le cadre de la troisième croisade balte.
Le château est conquis par l'armée suédoise sous la direction de Sigge Lake. 
Avant leur attaque de Käkisalmi, l'année précédente, en 1293, les soldats suédois ont détruit la place du marché fortifiée carélienne sur le site du château de Vyborg. 
En 1295, le château est conquis par les Novgorodiens, qui reviendront en 1310 et détruiront la ville de Käkisalmi.
En 1314, un petit groupe de Caréliens reprend le château. Ils appellent les Suédois à l'aide car ils n'ont pas les forces pour protéger seuls le château face aux représentants de Novgorod. 
Cependant, les habitants de Novgorod ont reconquis le château et puni sévèrement les rebelles.
Le traité de Nöteborg de 1323 confirmera l'appartenance de la forteresse à Novgorod.
Le château sera habité par les république de Novgorod pendant près de 300 ans, bien que les Suédois aient tenté de prendre possession du château en 1322 et 1348.
Dans les années 1330, la République de Novgorod cède le château de Korela (et pratiquement tout la zone des Votes, y compris les forteresses de Shlisselbourg et de Ladoga) au duc Narimantas de Lituanie.
Les Caréliens mènent la révolte de Käkisalmi en 1337 (fi) contre le duc lituanien Narimantas, qui régnait sur le château.
La population du chateau est estimée entre 300 et 330 habitants.
En 1360, un incendie détruit presque entièrement le château. 
Les Novgorodiens ont alors construit les bastions et les tours de pierre actuels en 1364.
En 1383, la République de Novgorod cède la forteresse de Korela au duc Patrikas fils de  Narimantas (avec Kaprio et Pähkinälinna), mais ,dès l'année suivante, les marchands de la ville se sont plaints de son administration.
Patrikas a dû accepter un échange et a quitté Käkisalmi.
En 1411, les Suédois reprennent possession du château pour une courte période.
La plus grande partie des XVe et XVIe siècles a été paisible.

## LeXVIIesiècle
En 1573, le seigneur de guerre finlandais Herman Fleming attaqua le château avec sa cavalerie, incendiant trois monastères entourant le château.
Début novembre 1580, une armée suédo-finlandaise dirigée par le chef de guerre Pontus De la Gardie attaque Käkisalmi, isolant la ville de tous côtés.
Des canons nt été placés du côté du village de Tenkalahti dans un camp suédois. 
Dans l'après-midi du 4 novembre, le bombardement du château et de la ville a alors commencé en de nombreux endroits avec des boulets chauffés qui ont mis le feu à la ville.
Käkisalmi restera sous contrôle Suédois jusqu'en 1597, date à laquelle le traité de Teusina exigeait que le château soit cédé aux Russes.
Les russes continueront à tellement renforcer le château que Jacob De la Gardie devra faire le siège pendant six mois avant que le château de Käkisalmi ne redevienne une possession suédoise.
La Suède étant impliquée dans la Première guerre du Nord au milieu du XVIIe siècle, montant sur le trône, Charles X Gustave prend des effectifs si nombreux de l'armée du château que pendant la guerre russo-suédoise (1656-1658), le château a failli tomber entre les mains des Russes.
Olavi Pentinpoika, qui défendait le château, n'avait que 171 hommes à sa disposition. 
Avec cet effectif, il défendra le château pendant trois mois contre 2 500 assaillants.
Finalement, les Russes abandonneront leur intention après avoir perdu 1 000 hommes. 
Olavi Pentinpoika sera anobli sous le nom de Granatenburg pour sa bravoure.

## DuXVIIIesiècleà nos jours

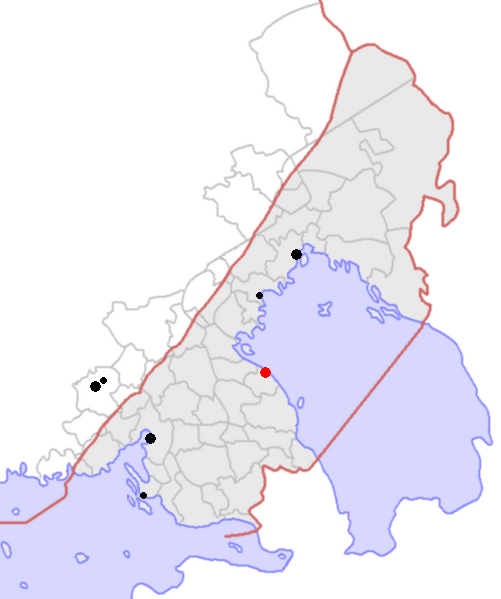
Carte du territoire finlandais cédé à l'URSS en 1940 et position de Käkisalmi (Priozersk), en rouge

En 1703, Pierre le Grand a commencé à bâtir la ville de Saint-Pétersbourg, et voulant que la ville soit bien protégée à l'ouest, Pierre le Grand veut que les châteaux de Käkisalmi et de Vyborg participent à la protection de la capitale.
Russes s'emparent du château le 9 septembre 1710.
Les victoires de l'armée suédoise remportées pendant la guerre ont montré que les défenses de la frontière nord-ouest de la Russie étaient insuffisantes et que la capitale Saint-Pétersbourg, relativement proche de la frontière, était vulnérable.
En 1791, l'impératrice de Russie, Catherine II, ordonne au général Alexandre Souvorov,  de renforcer les défenses de l'ancienne Finlande en créant un système de fortifications à l'est du Kymijoki.
La forteresse fera partie du système de fortification du sud-est de la Finlande mis en place par Alexandre Souvorov.
En 1940, par le traité de Moscou, la Finlande cède entre-autres le château à l'Union soviétique.